# Golzow (Märkisch-Pays de l'Oder)
Golzow [ˈgɔltsoː] est une commune d'Allemagne, située dans l'arrondissement de Märkisch-Pays de l'Oder, dans le Land du Brandebourg.

## Géographie
Golzow se trouve à 9 km au nord-est de Seelow, le chef-lieu de l'arrondissement, à 11 km à l'ouest de Kostrzyn nad Odrą, la ville polonaise frontalière, et à 74 km à l'est de Berlin.
Les plaines, à quelques mètres au-dessus du niveau de la mer, sont principalement des terres agricoles.
| Plan ancien village |

## Histoire
La première mention écrite du village, sous le nom de Golsow, date de 1308.
Lors de l'assèchement de l'Oderbruch de 1747 à 1773, Golzow connaît une forte exansion. La structure du village est toujours visible : un espace circulaire autour de l'église, dans lequel sont édifiés au XVIIIe siècle des bâtiments en brique.
En 1854, se rajoute un bâtiment en forme de croix avec une tour au niveau de la croisée du transept dans le style de Karl Friedrich Schinkel.
Durant la bataille de Seelow en avril 1945, comme dans d'autres villages, l'église est détruite par l'armée allemande pour ne pas servir de tour d'observation aux Soviétiques. Les restes de l'église sont abattus après la guerre. La nouvelle autorité soviétique décide d'une nouvelle position au village. Les ruines du manoir sont aussi effacées ainsi que son parc.

### Blason
Le blason a été adopté le 20 avril 1998 : sur un fond d'argent se tient sur trois collines un coq noir aux pattes dorées, pied droit levé vers la gauche tenant au-dessus de sa tête une branche verte.

## Population et société

### Démographie
| Évolution de la population |      |      |      |      |      |      |      |      |      |
| Année                      | 1875 | 1890 | 1910 | 1925 | 1933 | 1946 | 1993 | 2000 | 2005 |
| Nombres d'habitants        | 2061 | 1819 | 1432 | 1790 | 1687 | 1217 | 1161 | 1060 | 902  |

### Cultes
La paroisse protestante de Golzow comprend les communes de Golzow et de Bleyen-Genschmar. Elle a été créée après 1945. L'église ayant été détruite par la Seconde Guerre mondiale, le culte a lieu dans une chapelle de l'ancien cimetière.
Il existe une église catholique au sud de la commune, près de la gare. Elle dépend de la paroisse de Francfort-sur-l'Oder.

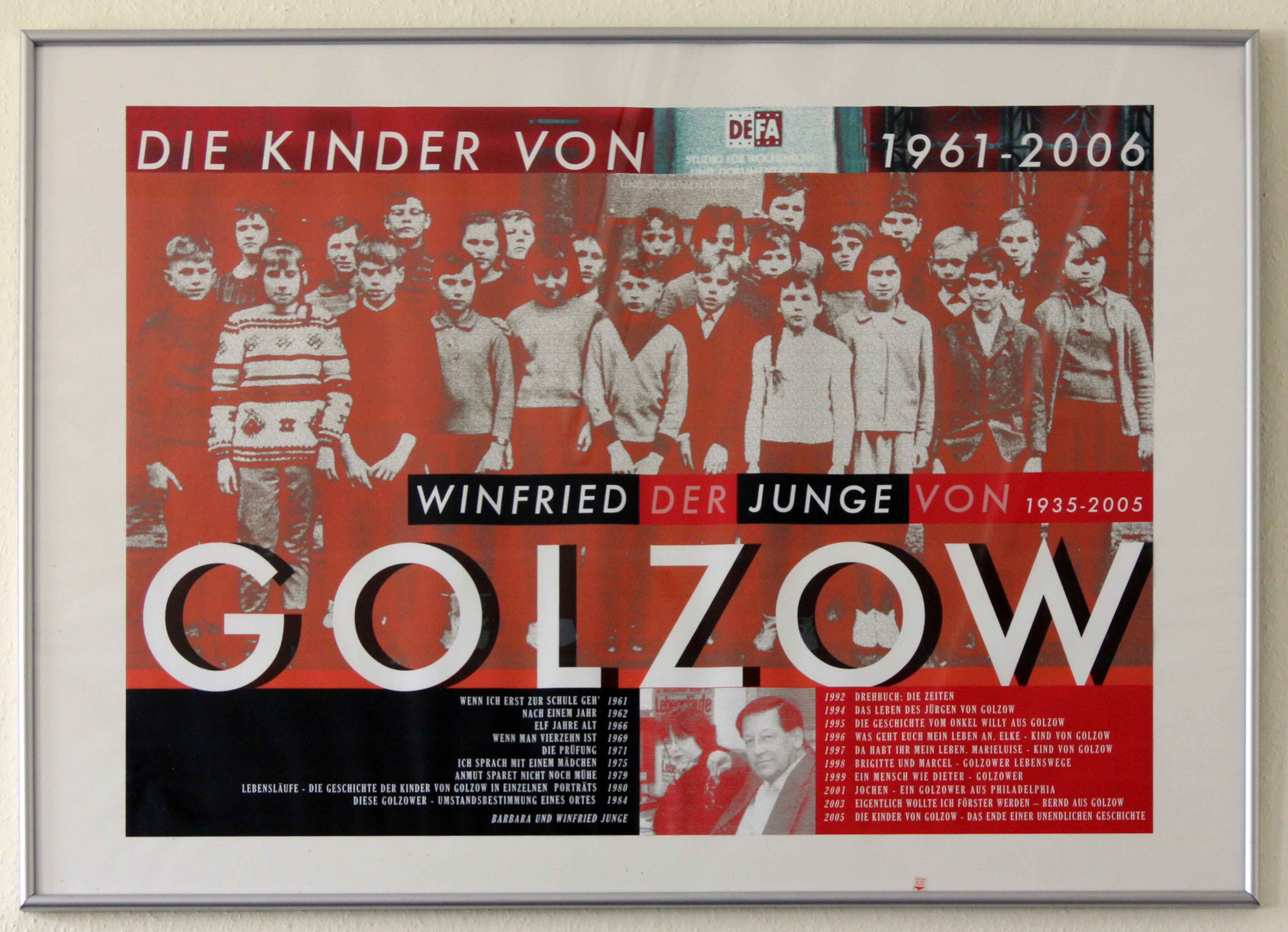
Plaque commémorative pour le film

## Culture
Golzow est connu pour être le sujet d'un documentaire de la Deutsche Film AG, Die Kinder von Golzow, qui suit la vie des habitants entre 1961 et 2007,.

## Économie et infrastructures
La ville possède une gare ferroviaire depuis 1866 sur la ligne orientale de la Prusse, aujourd'hui sur la ligne entre Kostrzyn nad Odrą et la gare de Berlin-Lichtenberg.